# Catherine Pochetat
Catherine Pochetat, née le 21 janvier 1770 à Epoissotte (Côte-d'Or) et morte en 1828, est une femme soldat s'étant battue dans les armées révolutionnaires aux côtés des hommes. Elle participe aux journées insurrectionnelles de la Révolution et à la bataille de Jemmapes, 6 novembre 1792.

## Biographie
Née à Epoissotte (Côte-d'Or), Catherine Pochetat est la fille d'André Pochetat, administrateur de biens de la paroisse d'Epoisses, et de Françoise Le Nief.
Blanchisseuse de profession, elle participe à 22 ans aux journées insurrectionnelles de la Révolution et notamment à la prise de la Bastille et des Tuileries. Elle s'engage ensuite comme canonnière dans l'armée avec son père et son frère, dans le bataillon de Saint-Denis et se distingue la bataille de Jemmapes en novembre 1792. Elle est ensuite promue sous-lieutenant d'infanterie dans la région des Ardennes. À Aix-la-Chapelle, Catherine Pochetat est blessée et est congédiée.
Le 30 avril 1793, un décret de la Convention arrête que « toutes les femmes inutiles au service des armées » doivent quitter les camps et cantonnements sous les huit jours. Catherine Pochetat fait état de ses faits d'armes et demande la permission de retourner se battre. La Convention Nationale refuse mais finit par lui attribuer une pension annuelle.

## Postérité

### Hommage
La ville d'Époisses a inauguré une plaque commémorative sur sa maison natale située à l’actuel numéro 23 de la rue du Puits Salé à Epoissotte, le 11 décembre 2021